# معهد ميزس
معهد ميزس أو معهد لودفيج فون ميزس. هو منظمة تعليمية معفاة من الضرائب تقع في أوبورن، ألاباما، الولايات المتحدة. [5] سميت على اسم خبير الاقتصاد في المدرسة النمساوية لودفيغ فون ميزس (1881-1973). وينص موقعها الإلكتروني على أنها تعمل على تعزيز «التدريس والبحث في المدرسة الاقتصادية في النمسا، والحرية الفردية، والتاريخ الصادق، والسلم الدولي، في تقليد لودفيغ فون ميزس وموراي ن. روثبارد». [6]